# جيسيكا ماكدونالد
جيسيكا ماكدونالد هي مصارعة الهواة كندية، ولدت في 12 يوليو 1985 في وندسور في كندا.

## وصلات خارجية
- جيسيكا ماكدونالد على موقع قاعدة بيانات المصارعة الدولية (الإنجليزية)
- جيسيكا ماكدونالد على موقع اتحاد ألعاب الكومنولث (مؤرشف) (الإنجليزية)